# Matias Panero
Matías Panero Augusto – argentyński zapaśnik walczący w stylu klasycznym oraz wolnym. Złoty i srebrny medalista mistrzostw Ameryki Południowej w 2019. Zdobywca wielu medali w kontynentalnych zawodach młodzieży.